# A hóhér
A Hóhér (eredeti cím: Hangman) 2017-ben bemutatott amerikai bűnügyi-thriller, melynek rendezője Johnny Martin, forgatókönyvírói Charles Huttinger és Michael Caissie. A főszerepet Al Pacino, Karl Urban, Joe Anderson, Sarah Shahi és Brittany Snow alakítja. A film 2017. december 22-én jelent meg. Általánosságban negatív kritikákat kapott.

## Cselekmény
Ray Archer (Al Pacino) kitüntetett, nyugdíjas gyilkossági nyomozó és társa, Will Ruiney (Karl Urban) volt FBI-ügynök feladata az, hogy elkapjanak egy kegyetlen sorozatgyilkost, aki a gyerekeknek szánt Hóhér-játék fordított változatát játssza. Christi Davies bűnügyi újságíró (Brittany Snow) árnyékként követi a nyomozókat, és segíti őket a bűnözői tudatba való belátásával.

## Szereplők
| Szerep                  | Színész       | Magyar hang        |
| ----------------------- | ------------- | ------------------ |
| Ray Archer nyomozó      | Al Pacino     | Reviczky Gábor     |
| Will Ruiney nyomozó     | Karl Urban    | Crespo Rodrigo     |
| Lisa Watson kapitány    | Sarah Shahi   | Németh Borbála     |
| Christi Davies          | Brittany Snow | Andrusko Marcella  |
| Joey Truman             | Chelle Ramos  | Bogdányi Titanilla |
| David Green tiszteletes | Steve Coulter | Rosta Sándor       |
| Hóhér                   | Joe Anderson  | Karácsonyi Zoltán  |

## Gyártás
A film forgatása 2016. november 17-én kezdődött a Georgia állambeli Atlantában.

## Fogadtatás
A film a Rotten Tomatoes véleménygyűjtő oldalon 4%-os értékelést ért el, 23 kritika alapján, és 3.18 pontot szerzett a tízből. A Metacritic-en 31 pontot szerzett a százból, 8 kritika alapján.